# Gradina (poluotok)
Gradina je poluotok  sjeveroistočno od Jelse.
Na poluotoku se nalazi arheološko nalazište. Na ostatcima ove kasnoantičke utvrde, osnovan je augustinski samostan od kojeg je danas ostala samo crkva. Poluotok s istočne strane zatvara jelšansku luku. Na najužemu dijelu i mjestu gdje se poluotok veže za kopno sačuvan je obrambeni zid koji se od mora do mora prostire u pravcu istok - zapad oko 180 metara u dužinu. Zid je sačuvan gotovo u cijeloj dužini, širok je 1,30 - 1,40 m, a visina mu varira od 2 - 2,5 m. Može se pretpostaviti kako se na Gradini u Jelsi nalazilo kasnoantičko te kasnije srednjovjekovno utvrđeno naselje.
Helenistička kula od velikih kamenih blokova podignuta je na Gradini. Nju i vrh brijega okružuje gradinski bedem. Kad se je gradilo kulu, bedem je bio prepolovljen po čitavoj dužini od 50 metara, da bi se stvorilo mjesta za temelje kule. Radi sprječavanja urušavanja kule, bedem je potom ozidan velikim neobrađenim kamenim blokovima. Na sjevernim obroncima uzvisine je bilo gradinsko naselje. Nastanjenost na ovoj lokaciji trajala je dugo, sudeći po brojnim površinskim nalazima. Istočno od kule je gomila koja je bila u funkciji od kasnog brončanog doba do 3. st. pr. Kr. Nalazi su iz prapovijesti i helenizma: keramika, brončane igle, fibule, pharoski novac i issejski novac iz 4. i 3. st. pr. Kr.
Pretpostavlja se da je tvrđava Galešnik mogla poslužiti kao refugij (pribježište) kasnoantičkom naselju na jelšanskoj Gradini. Do Galešnika vodi široki put pod kaldrmom ("inkunjan"), ali se ne nastavlja dalje ka južnoj obali Hvara. Po predaji put je povezivao Galešnik i Gradinu. Dalje vode samo kozje staze.:83.-84.
Mletački dužnosnik Giovanni Bragadin zapisivač je, kako ju naziva, "nesuvisle pučke pripovijesti" o dvojici mjesnih velmoža: jedan je kao bio gospodar Galičnika, a drugi Gradine te su neprestano ratovali jedan protiv drugoga.:81.

## Zaštita
Pod oznakom Z-6746 zavedeno je kao nepokretno kulturno dobro - pojedinačno, pravna statusa zaštićena kulturnog dobra, klasificirano kao "arheološka baština".